# Bente Kahan
Bente Kahan (ur. 23 września 1958 w Oslo) – norweska piosenkarka,  aktorka, dramatopisarka, związana z Wrocławiem. Jest obecnie jedną z czołowych wykonawczyń pieśni żydowskich w Europie.

## Życiorys
Ojciec Bente Kahan, rabin Hermann Kahan (Chaim Hersh Kahan, ur. 15 lutego 1926, zm. 13 lutego 2020) pochodził z rumuńskiego miasta Sighet. Jego przodkowie pochodzili z Andaluzji, a na przestrzeni wieków zamieszkiwali Niemcy, Francję, Polskę i Czechy. On sam po II wojnie światowej, przez Węgry i Francję, wyemigrował do Norwegii. Rodzina matki artystki, Ester Kahan z domu Dante (ur. 30 września 1930, zm. 27 marca 2004), pochodziła z Litwy, lecz na skutek antysemickich prześladowań wyemigrowała do Norwegii i Szwecji.
Po zakończeniu studiów aktorskich w Tel Awiwie i Nowym Jorku zaczęła występować na scenach klasycznego teatru Habima, Teatru Narodowego w Izraelu oraz Teatru Narodowego w Norwegii. W 1990 roku założyła Teater Dybuk Oslo, którego celem jest rozpowszechnianie kultury i muzyki europejskich Żydów poprzez teatr i muzykę.
Od 2001 mieszka we Wrocławiu, gdzie założyła Fundację Bente Kahan, prawnie zarejestrowaną w 2006 roku. Jej głównym zadaniem jest przedstawienie żydowskiej kultury i historii szerszej publiczności, głównie we Wrocławiu i na Dolnym Śląsku, oraz odnowienie zabytkowej synagogi pod Białym Bocianem. W 2006 roku za swoją działalność na rzecz miasta Bente Kahan została odznaczona Nagrodą Prezydenta Miasta Wrocławia, a w 2017 roku – tytułem Honorowego Obywatela Wrocławia.
Bente Kahan jest żoną Aleksandra Gleichgewichta, z którym współpracuje artystycznie – wyreżyserowała we Wrocławiu swoje (napisane z Ellen Foyn Bruun) widowisko Głosy z Theresienstadt w jego tłumaczeniu. Jej córka Voja Gleichgewicht (ur. 5 stycznia 1994) z przyjaciółmi śpiewa na płycie: Voja and her friends – Sing with us in Yiddish. W roku 2011 przedstawiła nowy program zatytułowany „Ani Ma’Amin” z akompaniamentem elektrycznego jazzowego trio. Wystawiła go we Wrocławiu (Synagoga) i Wilnie.
18 września 2013 roku została odznaczona Krzyżem Kawalerskim Orderu Odrodzenia Polski.

## Monodramy
Napisane wspólnie z Ellen Foyn Bruun:
- Bessie – a Bluesical (1986)
- Letter Without a Stamp (1988)
- Voices from Theresienstadt (1995)

## Dyskografia
- 2015: Only A Human Being. Bente Kahan Sings the Poetry of Tadusz Różewicz
- 2005: Sing with us in Yiddish
- 2000: Home
- 1998: Bente Kahan & Di Gojim (muzyka klezmerska)[6]
- 1997: Voices from Theresienstadt (wersja angielska)
- 1996: Stimmen aus Theresientstadt (wersja niemiecka)
- 1996: Stemmer fra Theresienstadt (wersja norweska)
- 1992: Farewell Cracow
- 1991: Yiddishkayt